# 童年失憶症
童年失憶症，也称为嬰兒經驗失憶，指的是成年人無法提取2到4歲之前的情景性记忆（對情景或事件的記憶），以及随着时间流逝，成年人對10岁之前的记忆可能会比想象中還差。一些人认为，认知自我的发展也会对早期记忆的编码和储存产生影响。
一些研究表明，兒童從一歲起就能記住事件，但隨著年齡的增長，這些記憶可能會衰退。大多數心理學家對童年期遗忘消退的定義有所不同。一些人将其定义为可以提取最初記憶的年龄，通常是三至四歲，但是也可以落在2至8歲不等。
考虑童年失憶症的情況时，幼兒期记忆在编码、儲存和提取上的变化都相當重要。

## 历史
心理學家卡羅琳·邁爾斯在1893年《美國心理學雜誌》的文章《個體心理學研究》中，首次報告了童年失憶症。五年后，亨利发表了一項調查，顯示大多数受访者的最早回忆发生在兩歲到四歲之間。1904年，斯坦利·霍尔在他的着作《青春期：心理学及其与生理学、人类学、社会学、性、犯罪、宗教和教育的关系》中指出了这一现象。1910年，西格蒙德·弗洛伊德提出了童年失忆症中相當着名及具争议的描述和解释。他利用精神分析理论，假定早期生活事件受到不恰當的性本能压制。他斷言，童年失憶或嬰兒失憶是他的成年患者呈現「歇斯底里失憶症」或壓抑記憶的前兆。弗洛伊德要求病人回想他们的最早记忆，发现他们难以记住6至8岁之前的事件。弗洛伊德创造了「嬰兒經驗失憶」或「童年失忆症」這一術語，并在他的性学三论中讨论了这個现象。1972年，坎貝爾和斯皮爾在《心理科學》上發表了一篇關於童年失憶症的開創性綜述，以人類及動物模型的神經學和行為學觀點概述了童年失憶症的研究。

## 提取方法
記憶提取的方法會影响回憶内容。具体而言，無論是提示个人去回想特定事件，或给出更籠統的参考，還是要求他回憶任何可能的記憶，線索方法都會造成不同的結果。

### 線索回憶
许多研究使用線索回憶来提取记忆。在這些研究的基本形式中，实验者會给参与者一个单字，参与者則以他们覺得相關的最初记忆來回應。這種方法一般估計消退的年齡在三至五歲左右，但也可能有所不同。然而，線索回憶的方法存在一些异议，因為每个单字線索都记录著一个记忆，所以很难知道这个记忆是否是他们最初的记忆，還是第一个想到的记忆，如果没有要求参与者记录与線索相关的最早记忆，這樣可能會造成问题。如果实验者要求参与者特別使用童年记忆或与線索相关的最早记忆，则年龄估计會落在2至8歲。即使采用这种方法，線索回忆也只適用於，參與者將該單字引入詞彙量的幾個月後所形成的記憶。Bauer和Larkina（2013）在一项研究中使用了線索回憶，要求儿童和成年人陈述与该词相关的个人记忆，然后陈述其最早发生的时间。研究人员发现年幼的孩子需要更多的提示或線索，对于儿童及成人，最早提取的记忆則大约在三歲。

### 自由回憶
自由回憶指的是記憶心理學研究中的特定範式，參與者在特定試驗中研究項目清單，接著提示參與者，以任何順序回憶這些項目。關於童年失憶症，自由回憶是實驗者向個人詢問其最早記憶的過程，並允許參與者自由回應。當以線索回憶的方法指示人們回想最早記憶時，其結果與自由回憶相比，並沒有顯著差異。然而，人們認為自由回憶有一個主要的好處，即每個問題都獲得了回答，這可以反過來引出早期記憶。

### 竭盡式回憶
在竭盡式回憶的方法中，參與者被要求記錄他們在特定年齡之前能夠觸接的所有記憶，這種方法和自由回憶一樣，依賴於參與者在沒有線索的情況下回憶。比起其他方法，竭盡式回憶能夠更清楚地了解从幼兒期倖存下来的记忆量。然而，對於經常要花很多時間來回憶童年事件的受試者來說，這可能是一項艱鉅的任務。在詞彙線索、訪談、重點回憶和竭盡式回憶之間並未發現明顯的差異。

## 觸接记忆及不可觸接记忆
一個人所能想起的幼兒期記憶量取決於許多因素，包括與事件相關的情绪、記住事件時的儿童年齡，以及被要求回想早期事件時的年齡。儘管人們認為無法提取記憶意味著他們已經忘記了這件事，但是「可用性」和「可觸接性」是有所區別的。「可用性」是指記憶完好无损且位於記憶儲存中。「可觸接性」則取決於能不能在那一刻回憶起記憶。因此，線索可能會影响任何给定时间的可觸接記憶，即使可能存在更多不可觸接的可用記憶。其他一些研究表明，人们最早的记忆可以追溯到3或4岁。在Usher和Neisser的報告中提到，如果在2岁发生了像是弟妹誕生和住院治療的事件，就能夠輕易記住。但是，这些在他们的研究中获得的零碎记忆，可能不代表就是真实的情節记忆。而另一种假设是，這些表面記憶來自有根據的猜測、對一般應該是什麼有所了解，或是在2歲以後所獲得的外部資訊。
根據韋斯特和鮑爾的一項研究表明，早期記憶的情緒內容比後來的記憶還要少，并且個人意義、獨特性或強烈感也較薄弱，早期記憶在視角上似乎也沒有太大的不同。然而，某些生活事件確實會導致更清晰和更早的記憶。从幼儿时期开始，成年人就更容易记住个人而非公开的事件记忆。这意味着一个人会记得養了一隻狗，而不會記住哈利彗星的外观。心理学家對成年人所擁有最早记忆的年齡有所争论，迄今为止，估计的年龄范围約为2歲到6-8歲。一些研究表明，童年失忆症的消退（可回憶的最早年龄）是發生在2歲時住院和兄弟姐妹出生的事件，還有3歲時家人死亡或家庭變故。因此，有些可提取的童年记忆，其時間點比上述研究所表明的年齡還更早。
一些研究表明，直到4岁左右，儿童才能形成情境豐富的记忆。虽然還需要更多的证据，但幼兒期的情節記憶相对缺乏的原因可能与前额叶皮层的成熟程度有关。此外，成年人可以觸接3歲左右的片段記憶（沒有情境的孤立時刻，通常被記為圖像、行為或情緒），而通常可以回憶略晚的事件記憶，這個結果與顯示個人回憶和已知事件之間差異的研究類似。大約在4.7歲時，已知的記憶會變成更加個人的記憶。

## 衰退記憶
比起成年人所能回憶到的年齡，兒童能夠在更早之前就形成記憶。而编码和儲存處理效率的差別，使得年長的兒童可以回憶更多，而年幼的兒童也有很強的記憶力，嬰兒可以記住動作序列、用來產生序列的物體、動作展開的順序，這表明嬰兒拥有自傳體記憶必需的前兆。兒童對兩歲之前發生的事情的記憶有50%的準確率，成年人則幾乎記不住兩歲之前所發生的事。到兩歲時，孩子們可以在幾週後提取記憶，這表明這些記憶可能變得相對持久，同時解釋了為何有些人在這麼小的時候就有了記憶。孩子們也表現出非語言記憶能力，這些能力發生在他們掌握詞彙之前，而成年人卻沒有。諸如此類的發現促使人們開始研究「何時」以及「為何」會喪失這些以前可觸接的記憶。
一些人認為，隨著孩子年齡增長，他們會失去回憶「語言前記憶」的能力。對此的一種解釋是，在發展了語言技能之後，沒有經過語言編碼的記憶就會在大腦中丟失。這一理論也解釋了為什麼許多人的早期記憶是碎片化的，這是因為非語言部分丟失了。然而，相反的發現表明，小學年齡的兒童對事件記憶的精確細節比他們在小時候報告的還要多，而且6-9歲的兒童往往從很小的時候就有言語記憶。然而，對动物模型的研究似乎表明，童年失憶症的成因不僅僅是因為語言發展，或是因為任何其他人類的官能。
一直要到儿童年齡达到两位数时，这种儿童想起早年记忆的增強能力才开始消失。到11岁时，在童年記憶方面，兒童表現出與年輕成人相當的遺忘程度。这可能表明，在青少年大脑的某些方面或神经生物学過程促進了童年失憶症的發展歷程。

## 动物模型
嬰兒經驗失憶的现象并非人类特有的。這項研究最初是在老鼠模型中進行，发现年轻老鼠比老年老鼠更快地忘记对電擊配對隔間的條件迴避反應。这些研究结果也复制到许多具有不同學習範式的相異物种中。我們不宜低估动物模型研究的重要性，因為這些研究已經告知了關於童年失憶症在神經生物學的调查结果，而且這些實驗不可能在人類身上合乎道德地進行。
由于已经在动物中观察到嬰兒經驗失憶，所以不能仅仅透過人类特有的認知来解释这种現象，比如語言或對自我的理解。当然，对动物模型的一個主要批评是，动物和人类的发展和认知截然不同。研究人员试图根据学习、记忆能力、大脑发育和激素的变化，為動物發育制定時間表，以解决这个问题。

## 个体差异
影響人類記憶的因素很多，包括性別和文化。这些群体在早期记忆的差异可以告诉我们童年失憶症的潜在原因和啟示。重要的是，下面描述的个体差异告诉我们，精心的教養方式和教育時對文化歷史的強調，都可能導致對童年早期記憶的回憶。这表明童年失忆消退可藉由养育和教学方式來改善，而不只是先天確定的，或只完全由生物因素所決定。

### 性别
初次記憶的年齡存在著性別差異，女性的记忆通常比男性來得早。女性的最初記憶較早可能是因為與兒子相比，對女兒而言，母親的回憶風格（reminiscentstyle）通常更細緻、更具評價性、更容易勾起情感，而這已被證明可產生更豐富細緻的童年記憶。跨文化的女性往往比男性拥有更多資訊密集的记忆，且女性在初次記憶中更傾向於提及他人。另一方面，男性的早期記憶更多是集中在個人自我上。研究也發現，男性比女性更容易提及負面記憶。女孩更容易記住創傷事件和變遷事件，而男孩則更容易記住玩耍事件。早期記憶也被發現更准确地反映了對男性的友善和對女性的支配。

### 种族、文化和社会
麦克唐纳等人發現，中国參與者的最初記憶比紐西蘭白人或毛利人參與者還要晚。這種效應起因自中國女性，她們的最初記憶平均年齡為6.1歲。這說明中國女性的初次記憶比男性晚，這與一般發現的「女性的最初記憶早於男性」有所不同。有人認為，由於在中國重男輕女，對男孩來說，父母的回憶風格可能更細緻、更具評價性及更容易勾起情感。在美國研究對象中，人們發現黑人女性比黑人男性或白人女性有更晚的记忆。黑人女性也倾向于报告較低比例的個人經驗，這與她們較晚的最初記憶年齡獨立相關。這可能是因為相較於美國黑人文化中的黑人父母與女兒們的相處，白人父母更傾向於使用指引的方式詳盡地追憶往事。
研究發現，韩国人的最初記憶明顯晚於美国人，這一現象最初被認為是由亞洲文化的集体主义性質所引起。但是中國男性和紐西蘭白人之間沒有年齡差異，這讓人對這一理論產生了懷疑。此外，美國黑人群體被認為是一個更加集體主義的社會，根據對美國黑人群體的研究，並沒有顯示出比非集體主義文化有著更晚的最初記憶，但是事實顯示在西方文化的孩子比來自東方文化的孩子，有著更詳細、更詳細、更情緒化的敘述。
毛利人成人的早期記憶明顯比紐西蘭白人或中国人都還要早。毛利人文化中著重過往經歷的傳統，可能導致毛利人更早就了解到時間的性質，並使人能夠提取較早的記憶。毛利人也比紐西蘭白人或中国人更有可能将家庭故事作为他们记忆的来源。

## 启示

### 个性
個體的最初記憶顯著地反映了他們的人格特質。透露更详细记忆的人更有可能在日常生活中自我披露，并向他人披露一系列个人資訊。早期回忆的特征反映了男性的友誼和女性的支配地位。

### 被遗忘的记忆
童年事件不一定是情节记忆，它们也可以是内隐记忆。人類可以在能夠記憶事實或自傳體事件之前，就能接受促發并进行隱式訓練。而對情緒創傷而言，這點最為重要。成年人一般能回憶起3-4歲時發生的事情，主要的經驗記憶始於4.7歲左右。然而，一些人認為，童年時期受過創傷和虐待的成年人在5-7歲左右就得到了童年失憶症的消退。有人認為，這是因為緊張的經歷可能會損害記憶中心，使記憶更難形成。再加上促發可能會發生在更小的年齡，這一事實可能表明，遭受虐待的兒童在受到虐待時形成了內隱記憶聯繫。這些「壓抑記憶」是否會影響到個體，在心理學上仍是一個相當有爭議的問題。

### 虚假記憶
很少有成年人擁有2.5歲之前的記憶。那些報告自己在這個年齡之前的記憶的人，通常無法區分「關於事件的個人記憶」和「對事件的簡單了解」之間的區別，而對事件的了解可能是來自其他來源。10歲以後的事件相對容易正確記住，而2歲以後發生的事情則更容易與错误的图像和记忆混淆。幼兒期（兩歲左右）的記憶很容易受到錯誤暗示的影響，使記憶不那麼可信。這些問題應該被謹慎對待，尤其是當它們有嚴重後果的時候。想像一個錯誤事件的細節會鼓勵虚假記憶的產生。研究表明，僅僅想像童年事件的人更有可能相信它發生在他們身上，而不是他們想像不到的事件。這個術語被創造為「想象膨胀」，它表明，僅僅是想像一個事件，就能讓它看起來更像是真的發生了。使用同樣的範例，當人們看到一張修改過的照片，照片上的人是一個從未出現過的孩子，他們可以透過想像時間的推移來製造對事件的虚假記憶。因此，這意味著有可能在法庭案件中產生或提供錯誤的記憶。這種擔憂讓美國精神醫學學會建議在接受2歲之前身体和性虐待事件的記憶時要格外謹慎。然而，由于罪行的恶劣性质，他們也建議不要完全忽視這些記憶。

## 解释

### 弗洛伊德的创伤理论
西格蒙德·弗洛伊德以其性心理发展理论而闻名，該理論認為，人的人格特徵源於从幼兒期经历中发展而来的性衝動（性欲）。弗洛伊德的创伤理论，最初被命名为「诱惑理论」，該理論假設，在兒童的心理性發展的過程中發生了創傷事件（即照顧者的虐待），童年失憶是心灵試圖抑制創傷事件記憶的結果。這可能導致了童年最初幾年的的大部分記憶都被壓抑，而那階段的兒童會沉迷於探索自己的性慾。值得注意的是，弗洛伊德自己在19世纪后期放弃了这個理论。弗洛伊德理论（包括他对童年失憶症的解释）因為广泛使用軼事證據而非科学研究，加上他的觀察允許多種解釋，而一直受到批评。
虽然弗洛伊德的性心理理论被广泛證實為無稽之談，但对童年時期的精神虐待對記憶的影響，仍有一些深刻見解。對情緒創傷和童年失憶症影響的研究表明，壓力經歷實際上會擾亂記憶，並會損害記憶系統的核心部分，如海馬迴和杏仁核。童年时期受過虐待或创伤的成年人，他們所形成的最早記憶會比一般人大約晚2至3年。此外，与未受创伤的个体相比，他们在视觉、图像和臉部记忆儲存和提取方面，都表现出相当大的问题。这意味着创伤會妨碍幼兒期记忆的形成，但這不一定能证明弗洛伊德的壓抑理论。

### 情緒
杏仁核（主要涉及记忆中的情感和情緒化内容）和海马迴（主要涉及自傳體記憶）通常是独立的，但是已經知道情绪和杏仁核會在记忆编码中發揮作用，而記憶編碼通常與海馬迴有關。研究發現，童年後期的記憶比早期記憶有更多的命題和情緒化內容，且被認為更加有意義和更富生動性。有人提出，婴儿和成人所经历的情绪差异可能是童年失憶症的原因。高度情绪化的事件能否刺激和改善可靠的回忆（闪光灯记忆）仍然备受争议。
一些研究发现情绪經验与更快的提取时间有關聯，导致人们相信情绪事件提高了我們對記憶的可提取性。如果事件特别令人惊讶，它会在大脑中接收优先处理，而這很可能是由於進化的原因。進化論指出，如果过去的事件特别令人恐惧或沮丧，特别是危及到安康，那麼人們會傾向於避免將來出現類似情況。此外，事件越重要，影响越大，該記憶所获得的排練就越多。
各种研究结果表明，像是住院治療和弟妹的出生等事件，与童年失憶症的早期消退有关，這可能是因為這些事件在情緒上更令人難忘。然而，其他看似情绪化的记忆，如家庭成员的死亡或不得不搬家，則並不会影响消退，這可能是因为这些事件对兒童沒有那麼有意義。因此，有些記憶比其他記憶更早出現在童年時期，這就導致了一個結論，即極度情緒化的事件比非情緒化的事件被更早地編碼和回憶。

### 神經系統
童年失憶症的一个可能解释是婴儿大脑缺乏神经发育，阻碍了长期或自传记忆的产生。记忆神经解剖学中有两个关键结构「海马迴」和「前额叶皮层」，与自传记忆的形成有关，到三、四岁左右才会发育成熟。
生理学方法似乎支持「记忆丧失與失憶症患者和海马迴受损患者有关」的发现。他们不能有效地儲存或回忆过去事件的记忆，但能表現出知覺和認知技能，仍然可以学习新的資訊。研究發現，包含海馬迴的内侧颞叶（MTL）的發育對幼兒期記憶的編碼和維持具有決定性的影響。
虽然神經科學的解釋确实說明了幼儿记忆中的空白，但並没有對童年失憶症给出完整解释，因为它无法解释四岁以后的情形，也未解决兒童本身沒有表現出童年失憶症的问题。已发现2至3岁的儿童记得他们只有一到两岁时所发生的事情。这项发现表明，三岁儿童可以提取他们生命的早期记忆，意味着所有必要的神经结构都已經就位。
然而，我們有理由相信，大腦半球內的不同聯系會對早年的記憶產生影響。混合慣用手和双侧跳視眼球運動（与垂直眼球运动或追踪眼球运动相反）与童年失憶症的早期衰退相关联，從而得出結論，兩個半球之間的相互作用與幼兒期事件的記憶增加有關。

### 神经生物学
使用动物模型對嬰兒經驗失憶的神经基质進行研究，已发现主要的抑制性神經傳遞物γ-氨基丁酸（GABA）可能参与成人中婴儿记忆的提取调节。已知GABA活性在幼兒期发育階段比在成年期更活躍，不僅在動物身上如此，在人類身上也是如此。研究人员假设，在发育过程中增加GABA活性，会对以後提取记忆产生影响。过去的研究表明，GABA有助于忘记婴儿期的恐惧记忆，這可能是調節嬰兒記憶提取的一般機制。这機制也可以在人类身上看到。苯二氮䓬类药物是一类精神药物，可增加GABA的表达，并且已知会产生顺行性遗忘，或在服用药物后无法编码记忆。与未接受药物治疗的受试者相比，服用苯二氮䓬类药物的受试者在学习和记忆任务方面表现更差。
從前，人们认为神经发生或神经元的持续产生，會在发育完畢後停止。然而，最近的研究结果表明，幼兒期海马迴中存在高水平的神经发生，一直到成年期，儘管緩慢地持續著，神经发生會逐渐减少。由于已知海马迴对记忆过程至关重要，因此會对童年失憶症有明显的影响。动物研究表明，高度神經發生的年齡處於發育時期，而這是持續性記憶是最不可能形成的時期。已经有人提出海馬迴的神經發生會降低現有的記憶。這可能是由於新神經元和現有神經元之間的競爭加劇，以及先前存在的記憶迴路中突觸發生替換。该理论已在老鼠模型中得到支持，在老鼠模型中，神經發生水平的增加也會增加遺忘。此外，在新记忆形成后，神经发生的减少，會导致遺忘跟著減少。此外，記憶透過從海馬迴到皮質的轉移而獲得鞏固。该转移优选在海马迴高度興奮期间发生，即在漣波振荡期间发生，而漣波振荡代表海马迴與皮质的交流增加。這種與經驗相關的活動，要到一定年齡才會增加，这表明这可能是童年失憶症的一种机制。

### 发展
一些人认为，认知自我的发展对早期记忆的编码和儲存也有很大的影響。随着幼儿的成长，他们逐漸理解到，自己是一個具有獨特和明確特徵的人，有獨立於他人的個人思想和感情，於是开始意识到自我。当他们获得自我意识时，就能夠开始组织自傳經驗并记住过去的事。这也被称为心智理论的发展，指的是儿童接受了他们拥有他人无法接觸到的信念、知识和思想。
发展性的解释断言，幼兒對语义資訊有良好的概念，但缺乏必要的提取過程，無法將過去和現在的情節事件聯系起來，從而形成自傳體的自我。在幼兒察覺到自己是作為一個人類個體之前，他們似乎不具有持續的自我意識。一些研究表明，这种意识被认为是在4岁或5岁左右形成的，這是因为此时的孩子可以理解近期事件會影响到當下，而3岁的孩子似乎尚未掌握此概念。
儿童與成年人之間的記憶對話，也有助於維持這種過去與現在之間的公認聯繫，以及維持連續時間的概念。藉由详细阐述和重述所经历的事件，成人會協助儿童将记忆编码为個人過往的一部分，而这點对儿童至关重要。

### 语言
幼儿的「语言发展不完全」被认为是童年失憶的重要原因，因为婴儿还未擁有编码自傳體記憶所需的语言能力。而典型的語言發展時程似乎支持這一理論，兒童的語言發展與我們最早獲得童年記憶的年齡（大約3-4歲）之間似乎有直接的关联。言语和非言语记忆任务的表现表明，语言能力較高的儿童在口語面談中可以报告更多更多的內容，并且与语言技能較低的儿童相比，表现出更优越的非言语记忆。如果孩子缺乏语言，他们就无法描述婴儿期的记忆，因為他們沒有足夠的詞彙和知識來解釋這些記憶。成人和儿童通常可以记住大约三、四岁的记忆，而这正處於语言快速发展的时期。在語言發展之前，孩子們通常只擁有前語言期的記憶，而且有可能會以符號來表示這些記憶。因此，一旦语言進入活躍期，人们就可以用詞彙主動地描述他们的记忆。编码或提取记忆时所处的情境对于成人和婴儿並不相同，因為語言在嬰兒時期尚不存在。
语言允许儿童组织个人过去和现在的经历，并与他人分享这些记忆。这种对话交流使兒童瞭解自己的過去，並鼓勵他們思考認知自我，以及過去的活動如何對現在產生影響。一些研究表明，簡單地和孩子們討論一些事情就能造成更容易提取的記憶。还有一项研究表明，儿童与成年人讨论事件的程度會塑造自傳體記憶，而这涉及到性别和文化差异。当父母與孩子進行記憶交談並鼓勵他們思考某个事件发生的原因时，自傳體記憶便开始出现。記憶交談會允许孩子發展記憶系统，以便对一般事件和獨特事件进行分类。
社會文化發展的觀點認為，語言和文化在兒童的自傳體記憶發展中都起著重要作用。而父母与孩子们讨论记忆時，父母在討論上精緻風格的差異，是該理論所考慮的重要一環。父母與孩子討論記憶時，如果能以一種細心的方式與他們討論記憶，那麼他們的孩子要比那些不討論記憶的孩子擁有更多的記憶，記憶會被描述得更詳細，而精緻風格則涉及到文化差異。